# Wimbledon 2015 (turniej legend seniorów)
Wimbledon 2015 – turniej legend seniorów – zawody deblowe legend seniorów, rozgrywane w ramach trzeciego w sezonie wielkoszlemowego turnieju tenisowego, Wimbledonu. Zmagania miały miejsce w dniach 7–12 lipca na trawiastych kortach All England Lawn Tennis and Croquet Club w London Borough of Merton – dzielnicy brytyjskiego Londynu.

## Drabinka

#### Klucz
- w/o – walkower
- k – krecz
- d – dyskwalifikacja
- Q – kwalifikant
- WC – dzika karta
- LL – szczęśliwy przegrany
- Alt – zawodnik zastępczy
- PR – ochrona rankingu
- SE – specjalna przepustka
- ITF – ranking ITF
- JE – ranking juniorski

### Faza finałowa
|  |       |                             |   |   |  |
|  | Finał |                             |   |   |  |
|  |       |                             |   |   |  |
|  |       |                             |   |   |  |
|  |       |                             |   |   |  |
|  |       | Jacco Eltingh Paul Haarhuis | 6 | 6 |  |
|  |       | Jacco Eltingh Paul Haarhuis | 6 | 6 |  |
|  |       | Guy Forget Cédric Pioline   | 4 | 4 |  |
|  |       | Guy Forget Cédric Pioline   | 4 | 4 |  |
|  |       |                             |   |   |  |

### Faza początkowa

#### Grupa A
|    |                                | Mansur Bahrami Henri Leconte | Andrew Castle Jeff Tarango   | Jacco Eltingh Paul Haarhuis | Todd Woodbridge Mark Woodforde | Mecze W–L | Sety W–L | Gemy W–L | Miejsce |
| A1 | Mansur Bahrami Henri Leconte   |                              | 3:6, 7:5, 7–10 (10 lipca)    | 4:6, 5:7 (11 lipca)         | 3:6, 6:7(3) (7 lipca)          | 0–3       | 1–6      | 28–38    | 4.      |
| A2 | Andrew Castle Jeff Tarango     | 6:3, 5:7, 10–7 (10 lipca)    |                              | 2:6, 6:7(1) (7 lipca)       | 4:6, 7:6(5), 13–11 (9 lipca)   | 2–1       | 4–4      | 32–35    | 2.      |
| A3 | Jacco Eltingh Paul Haarhuis    | 6:4, 7:5 (11 lipca)          | 6:2, 7:6(1) (7 lipca)        |                             | 7:5, 6:4 (10 lipca)            | 3–0       | 6–0      | 39–26    | 1.      |
| A4 | Todd Woodbridge Mark Woodforde | 6:3, 7:6(3) (7 lipca)        | 6:4, 6:7(5), 11–13 (9 lipca) | 5:7, 4:6 (10 lipca)         |                                | 1–2       | 3–4      | 34–34    | 3.      |

#### Grupa B
|    |                                | Jeremy Bates Chris Wilkinson | Guy Forget Cédric Pioline | Rick Leach Patrick McEnroe | Joakim Nyström Mikael Pernfors | Mecze W–L | Sety W–L | Gemy W–L | Miejsce |
| B1 | Jeremy Bates Chris Wilkinson   |                              | 1:6, 6:3, 10–4 (7 lipca)  | 3:6, 2:6 (8 lipca)         | 7:5, 6:1 (10 lipca)            | 2–1       | 4–3      | 26–27    | 3.      |
| B2 | Guy Forget Cédric Pioline      | 6:1, 3:6, 4–10 (7 lipca)     |                           | 6:3, 6:2 (9 lipca)         | 6:3, 6:3 (11 lipca)            | 2–1       | 5–2      | 33–19    | 1.      |
| B3 | Rick Leach Patrick McEnroe     | 6:3, 6:2 (8 lipca)           | 3:6, 2:6 (9 lipca)        |                            | 6:2, 7:5 (7 lipca)             | 2–1       | 4–2      | 30–24    | 2.      |
| B4 | Joakim Nyström Mikael Pernfors | 5:7, 1:6 (10 lipca)          | 3:6, 3:6 (11 lipca)       | 2:6, 5:7 (7 lipca)         |                                | 0–3       | 0–6      | 19–38    | 4.      |

## Pula nagród
| Runda                    | Pieniądze (£) |
| Zwycięzcy                | 22 000        |
| Finaliści                | 19 000        |
| Drugie miejsce w grupie  | 16 000        |
| Trzecie miejsce w grupie | 15 000        |
| Czwarte miejsce w grupie | 14 000        |